# Milbémycine

Structure générique des mylbémycines.

Une milbémycine est un composé chimique semblable aux macrolides tels que les avermectines possédant un aglycone macrocyclique. Les premières milbémycines ont été isolées en 1972 à partir de Streptomyces hygroscopicus, une bactérie de l'ordre des Actinomycetales, puis d'autres dérivés synthétiques ont été produits. On en connaît aujourd'hui plus d'une douzaine, appelées milbémycines α1 à α10, β1 à β3, D, etc. Certaines sont utilisées en médecine vétérinaire comme anthelminthiques contre les vers, les tiques et les puces.
Les milbémycines sont des avermectines produites par les bactéries du genre Streptomyces. Elles ont un mode d'action semblable aux avermectines, mais sont bien plus efficaces. L'oxime de milbémycine est synthétisé par la sous-espèce S. hygroscopicus aureolacrimosus ; elles ont pour effet d'augmenter la perméabilité aux ions chlorure des membranes des neurones et des myocytes des invertébrés en se liant aux canaux chlorure activés par le glutamate ou l'acide γ-aminobutyrique (GABA) : cela conduit à une hyperpolarisation de la membrane plasmique et à un blocage de la transmission de l'influx nerveux et de la contraction musculaire,.
Exemples de milbémycines (les résidus R1, R2 et R3 se réfèrent à la structure générique ci-contre à droite) :
| Molécule             | =R1        | =R2        | –R3                    | CAS                   |
| -------------------- | ---------- | ---------- | ---------------------- | --------------------- |
| Milbémectine         | –H, (β)–OH | –H, –H     | –CH3 : –CH2CH3 = 3:7   | 51596-10-2 51596-11-3 |
| Oxime de milbémycine | =NOH       | –H, –H     | –CH3 : –CH2CH3 = 3:7>  | 129496-10-2           |
| Moxidectine          | –H, (β)–OH | =NOCH3     | (Z)–C(CH3)=CH–CH(CH3)2 | 113507-06-5           |
| Némadectine          | –H, (β)–OH | –H, (α)–OH | (Z)–C(CH3)=CH–CH(CH3)2 | 102130-84-7           |
| Milbémycine D        | –OH        | –H         | –CH–(CH3)2             | 77855-81-3            |